# Benson Kipruto
Benson Kipruto (Tolilet, 17 de marzo de 1991) es un deportista keniano que compite en atletismo, especialista en la carrera de maratón.
Participó en los Juegos Olímpicos de París 2024, obteniendo una medalla de bronce en la prueba de maratón. Además, consiguió tres victorias en los Grandes Maratones: Boston (2021), Chicago (2022) y Tokio (2024).

## Palmarés internacional
| Juegos Olímpicos | Juegos Olímpicos | Juegos Olímpicos  | Juegos Olímpicos |
| Año              | Lugar            | Medalla           | Prueba           |
| ---------------- | ---------------- | ----------------- | ---------------- |
| 2024             | París (Francia)  | Medalla de bronce | Maratón          |